# Vaggeryd (Gemeinde)
Koordinaten: 57° 30′ N, 14° 9′ O

Vaggeryd ist eine Gemeinde (schwedisch: kommun) in der schwedischen Provinz Jönköpings län und der historischen Provinz Småland. Die Gemeinde hat zwei Hauptorte, Vaggeryd und Skillingaryd.
Weitere nennenswerte Orte sind Åker, Bondstorp, Byarum, Hok und Klevshult. Die Gemeinde liegt etwa 30 Kilometer südlich von Jönköping. Durch die Gemeinde führen die Europastraße 4 und die Eisenbahnlinie Halmstad–Nässjö.

## Geographie
Die Gemeinde liegt im südschwedischen Hochland und das Gemeindegebiet ist hauptsächlich von Wald bedeckt. Die forstwirtschaftliche Nutzung wird durch zahlreiche Feuchtgebiete erschwert. Im Süden der Gemeinde befindet sich der nördliche Ausläufer des Nationalparks Store Mosse.

## Wirtschaft
Vaggeryd ist eine ausgeprägte Industriegemeinde. Vor allem Skillingaryd und Vaggeryd beherbergen zahlreiche Industrieunternehmen.

## Persönlichkeiten
- Sophie Sager (1825–1901), schwedisch-amerikanische Frauenrechtlerin und Autorin